# هوتارو ياماغوتشي
هوتارو ياماغوتشي (باليابانية: 山口蛍)؛ مواليد 6 أكتوبر 1990 في ناباري، ميه، ميه، اليابان، هو لاعب كرة قدم ياباني يلعب لنادي سيريزو أوساكا ومنتخب اليابان لكرة القدم كلاعب وسط. سبق له أن لعب في كأس العالم لكرة القدم مع منتخب بلاده. بدأ هوتارو ياماغوتشي مسيرته الرياضية عام 2003 مع سيريزو أوساكا.

## روابط خارجية
- هوتارو ياماغوتشي على موقع الاتحاد الدولي (مؤرشف)  (الإنجليزية)
- هوتارو ياماغوتشي على موقع رابطة كرة القدم اليابانية للمحترفين (اليابانية)
- هوتارو ياماغوتشي على موقع قاعدة بيانات كرة القدم.إي يو (الإنجليزية)
- هوتارو ياماغوتشي على موقع ناشيونال فوتبول تيمز (الإنجليزية)
- هوتارو ياماغوتشي على موقع Soccerway.com (الإنجليزية)
- هوتارو ياماغوتشي على موقع عالم كرة القدم.نت (الإنجليزية)
- هوتارو ياماغوتشي على موقع كووورة
- هوتارو ياماغوتشي على موقع أوليمبيديا (الإنجليزية)
- هوتارو ياماغوتشي على موقع AS.com (الإسبانية)